# Elephantomyia glabrata
Elephantomyia glabrata är en tvåvingeart som beskrevs av Alexander 1956. Elephantomyia glabrata ingår i släktet Elephantomyia och familjen småharkrankar.
Artens utbredningsområde är Uganda. Inga underarter finns listade i Catalogue of Life.